# 노창섭
노창섭(盧昌燮, 1967년 11월 25일 ~ )은 대한민국의 제8대 경상남도 창원시의원이다.

## 학력
- 창원대학교 노동대학원 법학 석사

## 경력
- 웅남초등학교 운영위원(급식소위원장)
- 참사랑 상남주민회 회장(마을영화제 준비위원장)
- 상남동 마을영화제 추진위원장
- 2010.07 ~ 2014.06: 제6대 경상남도 창원시의회 의원
- 2014.07 ~ 2018.06: 제7대 경상남도 창원시의회 의원
- 2018.07 ~ 2022.04: 제8대 경상남도 창원시의회 의원

## 역대 선거 결과
|  | 19.18% |

|  | 31.44% |

|  | 14.71% |

|  | 17.23% |

|  | 17.58% |